# Liên đoàn bóng đá Gruzia
Liên đoàn bóng đá Gruzia (GFF) (tiếng Gruzia: საქართველოს ფეხბურთის ფედერაცია) là tổ chức quản lý, điều hành các hoạt động bóng đá ở Gruzia. Liên đoàn quản lý đội tuyển bóng đá quốc gia Gruzia, tổ chức các giải bóng đá như vô địch quốc gia và cúp quốc gia. Liên đoàn bóng đá Gruzia gia nhập FIFA và UEFA cùng năm 1992.